# Campeonato Sudamericano de Voleibol Masculino de 2005
El Campeonato Sudamericano Masculino de Voleibol de 2005 fue la 26a edición del torneo, organizado por la Confederación Sudamericana de Voleibol (CSV). Se llevó a cabo en Lages, Brasil, del 14 al 18 de septiembre de 2005. El campeón y el subcampeón del evento clasifican a la Copa Mundial.

## Equipos participantes
- Argentina
- Brasil
- Chile
- Colombia
- Paraguay
- Venezuela

## Campeón
| Brasil            |
| Campeón           |
| Brasil 25° título |

## Posiciones finales
| Pos | Equipo    |
| --- | --------- |
|     | Brasil    |
|     | Argentina |
|     | Venezuela |
| 4   | Colombia  |
| 5   | Chile     |
| 6   | Paraguay  |

## Clasificados alMundial de Voleibol de 2005
| Bandera de Brasil | Bandera de Argentina |
| Brasil            | Argentina            |